# キングダム 運命の炎
『キングダム 運命の炎』（キングダム うんめいのほのお）は、2023年7月28日に公開された日本の映画。原作は原泰久の漫画『キングダム』。監督は佐藤信介、主演は山﨑賢人で、2022年に公開された映画『キングダム2 遥かなる大地へ』の続編となるシリーズ第3弾。今作では「馬陽の戦い」と「紫夏編」が描かれる。

## 概要
2022年12月13日、本作が2023年夏に公開されることが明らかになった。
2023年1月1日、正式タイトルと公開日が発表された。
2023年12月13日、本作の続編であるシリーズ第4弾『キングダム 大将軍の帰還』が2024年7月12日（金）に公開される事が発表された。

## ストーリー
蛇甘平原の戦いの後、百人将となった信は半年ほど行方不明になっていたが、王騎の元で修業をし、無法地帯を平定するという大きな成果を収めていた。
同じ頃、隣国・趙が大軍勢を率いて秦国領土への侵攻を開始する。これを迎え撃つ秦国軍は、韓攻めに軍の大半を送っていたことで農民兵主体の軍編成を余儀なくされ、これを補うために長らく戦場から離れていた大将軍・王騎を総大将に任命する。王騎は総大将を受けるにあたり、中華統一を目指す秦国の若き王・嬴政に中華統一についての覚悟を問う。すると、嬴政は幼少期に交わしたある約束を語り出す。
幼少期に趙国の人質となっていた嬴政は、長平の戦いによって秦国への憎しみを持つ趙国の民から強い怨念をぶつけられ、酷い暴力を受けていた。そんな時、昭王が崩御し父である子楚が太子となったことで、嬴政の趙国脱出計画が持ち上がる。趙国の闇商人・「紫夏（しか）」の手引きで趙国を脱出した嬴政であったが、最後の関所を通過した後に嬴政の脱出が発覚し、趙国軍との戦いになる。秦国の援軍もあり、何とか助かった嬴政だったが、紫夏は激しい戦いの中で討たれてしまう。紫夏が息絶える間際、嬴政は紫夏に「誰よりも偉大な王になる」ことを約束する。
嬴政から紫夏との約束を聞いた王騎は総大将になることを承諾し、趙国に包囲された馬陽の救援に出陣する。しかし、王騎が総大将を受けた理由には、別のある思いがあった。趙軍との決戦を前に、王騎は信と百人隊に、趙の武将「馮忌（ふうき）」の首を取るという特殊任務を与える。失敗が許されない任務を引き受けた百人隊に、王騎は『飛信隊』という名を授ける。
飛信隊は、山の裏から馮忌のいる本陣を目指し進撃を開始するも、敵軍に見つかってしまう。危機に陥った飛信隊は、部隊を分けながらも信を敵本陣へと送り出す。一方、馮忌はまさかの奇襲を受け、自分は王騎の策にはめられたことに気付く。王騎は、馮忌の長距離戦には強いが接近戦には弱いという弱点を見抜いていたのだった。信は、飛信隊の仲間たちと羌瘣の協力を得て馮忌を討ち取ることに成功し、趙国軍は撤退を開始する。勝利に沸き立つ秦軍であったが、王騎は趙軍の動きに違和感を持ち、追撃しようとする蒙武を制止する。同じ頃、秦国の幹部候補生・蒙毅とともに戦いの一部始終を見守っていた河了貂の下に、李牧と名乗る男とその部下のカイネが現れる。
戦を終えた信は、飛信隊に31名の犠牲が出たことを知り部隊を率いることの責任の重大さを改めて痛感するが、王騎の励ましを受けると何度でも戦功を挙げて飛信隊の名を中華全土に轟かせる決意を固める。しかしその夜、飛信隊の野営地に突如大きな矛を持った男が現れ、兵たちに襲いかかる。信と羌瘣は、自らを武神・「龐煖（ほうけん）」と名乗るその男と戦うが、全く歯が立たない。この龐煖こそが今まで謎に包まれていた趙国軍の真の総大将であった。
総大将が龐煖であるとの報がもたらされた咸陽では、嬴政の忠臣である昌文君が、龐煖は今から9年前に秦国六大将軍の一人であり王騎の妻になるはずであった「摎（きょう）」を殺した男であり、王騎によって討ち取られたはずであると語り出す。そして、王騎が今回の総大将を引き受けたのは、因縁の宿敵である龐煖が生きていることを知り9年前の決着をつけようとしているためではないかと考える。
その頃、山の民の王・楊端和は夥しいほどの騎馬民族の死体を目撃し、恐るべき敵の存在を感じ取っていた。

## キャスト
- 信：山﨑賢人
- 嬴政 / 漂：吉沢亮
- 河了貂：橋本環奈
- 羌瘣：清野菜名
- 壁：満島真之介
- 尾平：岡山天音
- 尾到：三浦貴大
- 澤圭：濱津隆之
- 沛浪：真壁刀義
- 有義：やべきょうすけ
- 竜川：佳久創
- 渕：田中美央
- 楊端和：長澤まさみ
- 爽悦：青木健
- 輝蓮：栄信
- 章：久保勝史
- 丹：竜二
- 尚鹿：渡辺邦斗
- 有カク：町田大和
- 蒙毅：萩原利久
- カイネ：佐久間由衣
- 亜門：浅利陽介
- 友里：村川絵梨
- 東美：桜井日奈子
- バジオウ：阿部進之介
- 紫夏：杏
- 万極：山田裕貴
- 龐煖：吉川晃司
- 昌文君：髙嶋政宏
- 騰：要潤
- 肆氏：加藤雅也
- 蒙武：平山祐介
- 重臣：信太昌之
- 軍司：岩谷健司
- 趙荘軍武将：本田大輔、菅原卓磨
- 馮忌軍副官：山口翔悟
- 馮忌軍守備隊長：鎌倉太郎
- 万極軍武将：日野誠二
- 王騎兵：ジャン・裕一
- 王宮伝令：鈴木信二、松原飼育員
- 趙荘軍伝令：大河日氣、石川啓大
- 馮忌軍伝令：中山孟
- 呂干関門長：ニクまろ
- 呂干門番：斉藤悠
- 父：茨城ヲデル
- 村民：渡辺憲吉
- 昴の母：秋場千鶴子
- 昴の祖母：たくみさよ
- 村娘：片庭向日葵
- 山の民：田口純平
- 文官：山本啓之
- 嬴政吹き替え：松原大貴
- 男児：井上一輝
- 紫夏（幼少期）：浅田芭路
- 紫夏の父：はまさきりんたろう
- ナレーション：吉永幸一
- 道剣：杉本哲太
- 干央：高橋光臣
- 趙荘：山本耕史
- 馮忌：片岡愛之助
- 昌平君：玉木宏
- 呂不韋：佐藤浩市
- 李牧：小栗旬
- 王騎：大沢たかお

## スタッフ
- 原作：原泰久『キングダム』（集英社「週刊ヤングジャンプ」連載）
- 監督：佐藤信介
- 脚本：黒岩勉、原泰久
- 音楽：やまだ豊
- 製作：瓶子吉久、沢桂一、冨田みどり、市川南、宮本典博、芦田拓真、松橋真三、弓矢政法、杉浦修、名倉健司、本間道幸
- エグゼクティブプロデューサー：大好誠、飯沼伸之
- プロデューサー：松橋真三、森亮介、北島直明、高秀蘭、里吉優也
- ラインプロデューサー：毛利達也、濱崎林太郎
- 撮影：佐光朗（J.S.C.）
- 美術：小澤秀高（A.P.D.J.）
- 照明：加瀬弘行
- 録音：横野一氏工
- アクション監督：下村勇二
- Bカメラ：田中悟
- 装飾：青山宣隆、秋田谷宣博
- 編集：今井剛
- VFXスーパーバイザー：小坂一順、神谷誠
- 音楽プロデューサー：千田耕平
- サウンドデザイナー：松井謙典
- スクリプター：吉野咲良、田口良子
- 衣装・甲冑デザイン：宮本まさ江
- かつら：濱中尋吉
- ヘアメイク：本田真理子
- 特殊メイクキャラクターデザイン / 特殊造形デザイン統括：藤原カクセイ
- ホースコーディネーター：辻井啓伺、江澤大樹
- 操演：関山和昭
- キャスティング：緒方慶子
- 助監督：李相國
- 制作担当：斉藤大和、鍋島章浩、堀岡健太
- 中国史監修：鶴間和幸
- 原作協力：集英社 週刊ヤングジャンプ編集部（増澤吉和、大沢太郎）
- 音楽ディレクター：宮川阿子
- 音楽制作：CURRENT, Inc
- 音楽コーディネート：平川智司
- 宣伝プロデューサー：森田道広、小山田晶
- 配給：東宝、ソニー・ピクチャーズ エンタテインメント
- 制作プロダクション：CREDEUS
- 製作幹事：集英社、日本テレビ放送網
- 製作：映画「キングダム」製作委員会（集英社、日本テレビ放送網、ソニー・ピクチャーズ エンタテインメント、東宝、読売テレビ放送、GYAO、CREDEUS、ジェイアール東日本企画、東急エージェンシー、博報堂、ぴえろ、札幌テレビ放送、宮城テレビ放送、静岡第一テレビ、中京テレビ放送、広島テレビ放送、福岡放送）

## 音楽

### 主題歌
「Gold 〜また逢う日まで〜」（ソニー・ミュージックレーベルズ）
プロデュース - 宇多田ヒカル、A・G・クック / 作詞・歌 - 宇多田ヒカル

### サウンドトラック
2023年7月26日に「映画『キングダム 運命の炎』オリジナル・サウンドトラック」（CD、配信、#1～#13）が発売された。作曲は第1作『キングダム』、及び第2作『遥かなる大地へ』に続いてやまだ豊が担当している。

#### 収録曲
| 全作曲: やまだ豊。 |                                 |       |            |       |
| #                  | タイトル                        | 作詞  | 作曲・編曲 | 時間  |
| 1.                 | 「GENESIS -KINGDOM-」           |       | やまだ豊   | 14:10 |
| 2.                 | 「Two Souls Encounter」         |       | やまだ豊   | 2:12  |
| 3.                 | 「Inner Shadows」               |       | やまだ豊   | 4:51  |
| 4.                 | 「Small Steps」                 |       | やまだ豊   | 2:24  |
| 5.                 | 「Ou Ki: First Movement」       |       | やまだ豊   | 4:39  |
| 6.                 | 「KINGDOM -Flames of Destiny-」 |       | やまだ豊   | 2:32  |
| 7.                 | 「The Indomitable Warrior」     |       | やまだ豊   | 4:41  |
| 8.                 | 「Two Souls, One Future」       |       | やまだ豊   | 5:27  |
| 9.                 | 「The Strategist's Game」       |       | やまだ豊   | 3:17  |
| 10.                | 「Transcending Limitations」    |       | やまだ豊   | 4:32  |
| 11.                | 「United Front」                |       | やまだ豊   | 8:23  |
| 12.                | 「A Twist of Fate」             |       | やまだ豊   | 3:05  |
| 13.                | 「The Light Within」            |       | やまだ豊   | 11:32 |
| 合計時間:          | 合計時間:                       | 71:45 |            |       |

## 興行成績
日本では、2023年（令和5年）7月28日に全国公開され、公開3日間で観客動員数70万3500人、興収収入10億5100万円を記録し、1作目『キングダム』の興収対比152％、2作目の『キングダム2　遥かなる大地へ』の興収対比103％となり、シリーズ史上No.1かつ2023年実写映画No.1のオープニング観客動員数を記録した。また、興行通信社より発表された同月28日から30日の全国映画動員ランキングトップ10で初登場1位となった。
8月28日、8月18日から20日の全国映画動員ランキングトップ10が興行通信社より発表され、観客動員数289.9万人、興行収入41億6,900万円を突破し、4週連続で1位となった。また、同月27日までの公開31日間で興行収入が45.9億円、観客動員数320万人を突破したことも発表され、2023年公開された邦画実写映画の興行収入でNo.1となった。
9月12日、都内で行われた「大ヒット御礼舞台あいさつ」にて、同月11日時点で観客動員数358万人、興行収入51.3億円を突破したことが発表され、3作連続で興行収入は50億円を超えた。
今作の最終的な興行収入は56億円で、シリーズを通してほぼ変わらない興収を維持し、前作よりも伸ばすこととなった。
2024年1月30日、日本映画製作者連盟が2023年の年間興行収入ランキングを発表し、本作は邦画で4位となった。そのため、発表時点ではシリーズ3作目の実写邦画1位作品となったものの、最終的には『ゴジラ-1.0』（最終興収75.9億円）に抜かれ、実写邦画2位となった。

## プロモーション
2022年12月25日、公式サイトにてカウントダウンが開始され、カウントダウンが終了した2023年1月1日の0時に正式タイトルと公開日、スーパーティザービジュアル、スーパーティザーPVが解禁された。
2023年3月16日、予告映像がYouTubeで公開された。

## 映像作品
2024年1月10日、『ブルーレイ & DVDセット プレミアム・エディション【初回生産限定】』『ブルーレイ & DVDセット（通常版）』の2形態で発売。
プレミアム・エディション（Blu-ray2枚組・DVD）には本編映像の他、特典Blu-rayと封入特典が同梱されている。また劇中シーンが描かれた特製デジトレイとアウターケースで発売される。通常版（Blu-ray・DVD）には本編映像などが収録されている。
| 発売日        | タイトル                                                           | 媒体                                 | 規格品番   | 収録内容     | 収録内容 | 時間                    |
| ------------- | ------------------------------------------------------------------ | ------------------------------------ | ---------- | ------------ | --- | ----------------------- |
| 2024年1月10日 | 『ブルーレイ & DVDセットプレミアム・エディション【初回生産限定】』 | 本編（Blu-ray・DVD） 特典（Blu-ray） | BJSL-81832 | 本編ディスク | - 「本編映像」 - 「スーパーティザーPV」 - 「オリジナル予告編（全6種）」 - 「TVスポット（全5種）」 | 本編130分 映像特典約7分 |
| 2024年1月10日 | 『ブルーレイ & DVDセットプレミアム・エディション【初回生産限定】』 | 本編（Blu-ray・DVD） 特典（Blu-ray） | BJSL-81832 | 特典ディスク | - 「メイキング（2種：飛信隊編、紫夏編）」 - 「クロス・インタビュー（2種：山﨑賢人×吉沢亮×松橋真三プロデューサー、大沢たかお×佐藤信介監督）」 - 「キャストインタビュー」 - 「舞台挨拶映像（4種：ワールドプレミア、直前イベント、初日舞台挨拶、大ヒット御礼舞台挨拶）」 | 約224分                 |
| 2024年1月10日 | 『ブルーレイ & DVDセットプレミアム・エディション【初回生産限定】』 | 本編（Blu-ray・DVD） 特典（Blu-ray） | BJSL-81832 | 封入特典     | - 「特製ブックレット（42P）」 - 「キャラクターブロマイドカード（全6種）×特製カードケース」 - 「原作イラストポストカード（全7種）」 - 「特製デジトレイ & アウターケース仕様」                                                                                          | -                       |
| 2024年1月10日 | 『ブルーレイ & DVDセット（通常版）』                               | 本編（Blu-ray・DVD）                 | BJBO-81832 | 本編ディスク | - 「本編映像」 - 「スーパーティザーPV」 - 「オリジナル予告編（全6種）」 - 「TVスポット（全5種）」 | 本編130分 映像特典約7分 |

## テレビ放映
| 回数 | 放送局     | 放送枠           | 放送日        | 放送時間    | 放送分数 | 平均世帯 視聴率 | 備考                        |
| ---- | ---------- | ---------------- | ------------- | ----------- | -------- | --------------- | --------------------------- |
| 1    | 日本テレビ | 金曜ロードショー | 2024年7月12日 | 21:00-23:39 | 159分    | 9.3%            | 地上波初放送 本編ノーカット |

- 地上波放送・関東地区のみ記載。
- 視聴率はビデオリサーチ調べ。関東地区でのデータ。